# Świątynia Ziemi

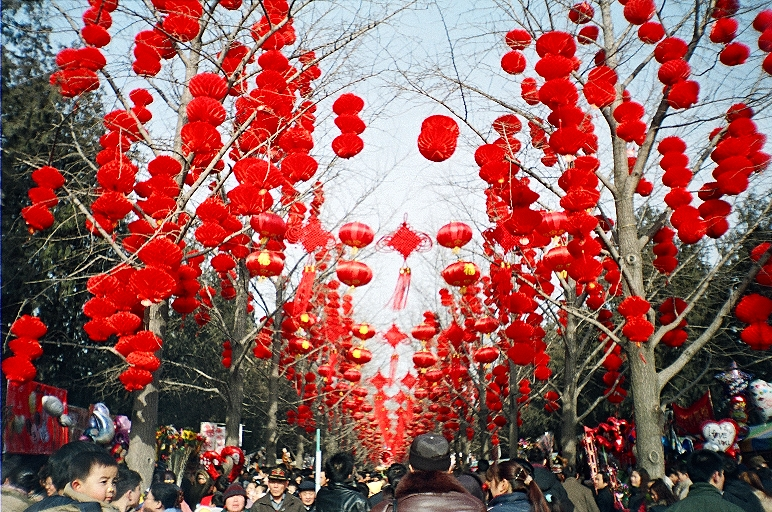
Czerwone lampiony ozdabiające park podczas obchodów chińskiego Nowego Roku

Świątynia Ziemi (chin. upr. 地坛, chin. trad. 地壇, pinyin Dìtán) – dawna świątynia cesarska położona w północnej części Pekinu, naprzeciwko buddyjskiej świątyni Yonghegong. Zbudowana w 1530 roku stanowiła miejsce w którym cesarze modlili się o obfite zbiory, dobrą pogodę i pomyślność narodu.
Kompleks ma postać kwadratowego parku o powierzchni 37 hektarów, porośniętego sosnami i cyprysami. Jego głównym elementem jest kwadratowy ołtarz, na którym składano ofiarę podczas przesilenia letniego. Jego kształt odwzorowuje tradycyjne chińskie wyobrażenia na temat Ziemi – wierzono bowiem, że ma ona kształt kwadratu. Ołtarz otacza fosa, która dawniej była wypełniona wodą.
Obecnie świątynia stanowi popularne miejsce porannych ćwiczeń gimnastycznych, jest także miejscem hucznych obchodów chińskiego Nowego Roku.
Na terenie parku znajdują się także zabytkowe obiekty. Jedną z ważniejszych budowli jest Huangqishi, która w okresie dynastii Ming i Qing była używana jako miejsce kultu boga Ziemi oraz innych bogów. W 1986 budynek przekształcono w salę wystawową. Zwierzęta składane jako ofiarę w czasie ceremonii ubijano w pawilonie Zaishengting. Przed ceremoniami cesarze pościli w specjalnym pałacu Zhaigong, który został zbudowany w 1530 roku, a w 1730 dokonano jego przebudowy. Na terenie parku mieści się także magazyn Shenku, który otoczony jest pięcioma mniejszymi budynkami, w których niegdyś mieściła się m.in. kuchnia (Shenchu). Ponadto przetrzymywano tam naczynia i instrumenty wykorzystywane w ceremoniach. 
W parku rośnie 168 zabytkowych drzew, m.in. tuje, jałowce, wiązy i miłorzęby, z czego wiele ma ponad 300 lat.